# Karen Aston
Karen Sue Aston, född 26 juli 1964 i Bryant i Arkansas, är en amerikansk basketspelare och tränare. Karen kommer från Benton, Arkansas. I april 2007 valdes hon till den sjunde huvudtränaren i dambasketligan UNC Charlotte.